# Sử dụng môi trường có trách nhiệm
Quản lý môi trường (Tiếng Anh: environmental stewardship) đề cập đến việc sử dụng một cách có trách nhiệm và bảo vệ môi trường tự nhiên thông qua việc bảo tồn và các thí nghiệm thực hành mang tính bền vững. Aldo Leopold (1887–1949) là người dẫn đầu trong quản lý môi trường với lý thuyết về việc làm thế nào con người quan tâm tới đất đai "giải quyết mối quan hệ giữa con người với đất đai và động vật, thực vật lớn lên trên mảnh đất đó" (nguyên bản: dealing with man's relation to land and to the animals and plants which grow upon it.) 

## Quản lý hệ sinh thái dựa trên khả năng phục hồi
Quản lý hệ sinh thái dựa trên khả năng phục hồi (tiếng Anh: Resilience-Based Ecosystem Stewardship) nhấn mạnh khả năng phục hồi là đặc trưng cơ bản của sự thay đổi của thế giới cũng như hệ sinh thái đang cung cấp một hệ thống sinh thái nhiều hơn là cung cấp đơn lẻ từng tài nguyên, và quản lý công nhận rằng người quản lý tài nguyên là một phần không thể thiếu trong hệ thống.. Khả năng phục hồi đề cập tới khả năng hấp thụ sự quấy nhiễu nhưng vẫn duy trì được cấu trúc và chức năng cơ bản của một hệ thống.

## Các loại hình quản lý môi trường
Dựa theo đề nghị của một tác giả, có ba loại hình quản lý môi trường: hành động, tài trợ, và học viên về chuyên môn. Những người hành động ra ngoài và giúp đỡ giải quyết vấn đề bằng cách thực hiện hành động. Ví dụ: Những người tình nguyện đi dọc bãi biển và giúp làm sạch chỗ dầu tràn xung quanh bãi biển trong một vụ tràn dầu. Nhà tài trợ là những người giúp giải quyết vấn đề bằng hỗ trợ tài chính, vật chất. Họ có thể làm bất cứ việc gì như quyên góp, hoặc tổ chức một buổi từ thiện để gây quỹ. Họ thường là các cơ quan chính phủ. Cuối cùng, những học viên chuyên môn làm việc hàng ngày để hướng các cơ quan chính phủ, các nhà khoa học, các nhóm liên quan hoặc bất kỳ nhóm nào khác hướng tới một kết quả. Cùng nhau, cả ba nhóm này tạo nên những người quản lý môi trường và giúp giữ cho hệ sinh thái hoạt động lành mạnh. Bất kỳ ai cũng có thể trở thành những người quản lý môi trường bằng nhận thức và hiểu biết liên quan tới thế giới xung quanh và làm những hành động gây ít ảnh hưởng tiêu cực nhất có thể lên thế giới của chúng ta. Nếu không có những nhóm này, sẽ khó để có được bất kỳ loại hình nào mang tính bền vững trong một thế giới ngày càng dựa vào công nghiệp của chúng ta.. Với quan điểm bảo tồn văn hóa sinh học, Ricardo Rozzi và các cộng tác viên đã đề xuất các phương pháp tiếp cận đa văn hóa có sự tham gia đối với Quản lý Trái đất , đồng thời thu hút sự chú ý từ phía Nam của châu Mỹ đến tiềm năng mà các địa điểm nghiên cứu Xã Hội Dài Hạn [tiếng Anh: Long-Term Socio-Ecological Research (LTSER)] bắt buộc phải phối hợp các sáng kiến địa phương không đồng nhất với mạng lưới toàn cầu nhằm thực hiện hóa các hình thức quản lý trái đất đa dạng về văn hóa sinh học .

## Tìm hiểu thêm
- Ecotheology
- Environmental personhood
- Environmental protection
- Environmental stewardship (England)
- Evangelical environmentalism
- Stewardship
- Stewardship (theology)